# 住友生命保険

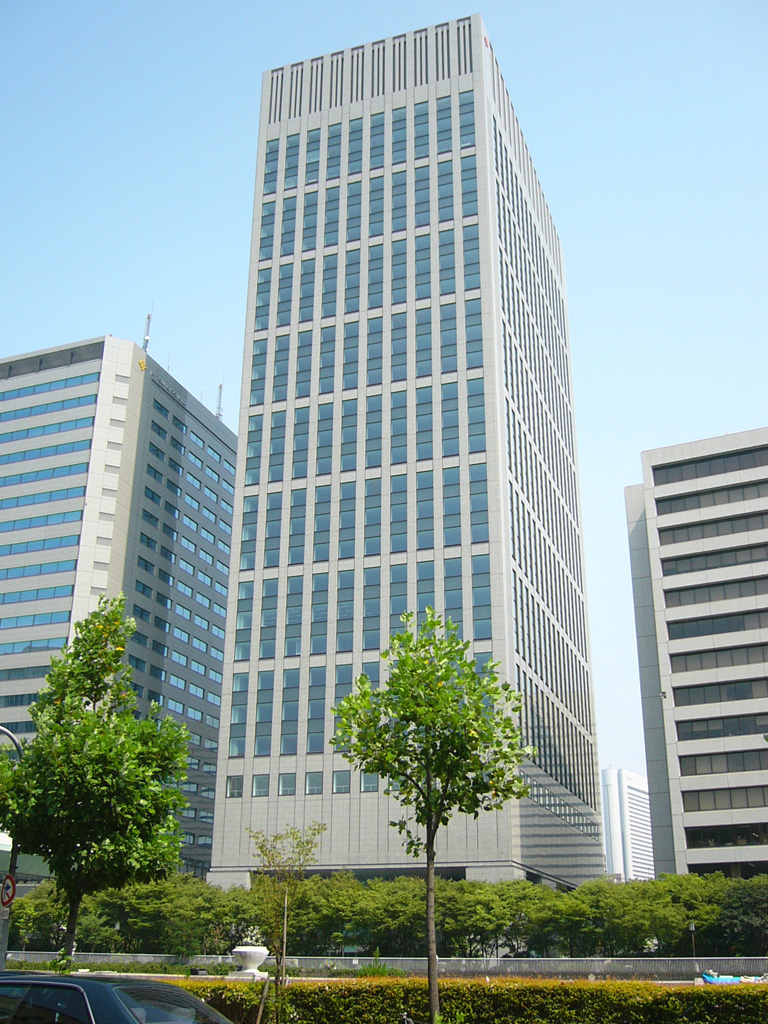
中之島セントラルタワー（住友生命中之島ビル）

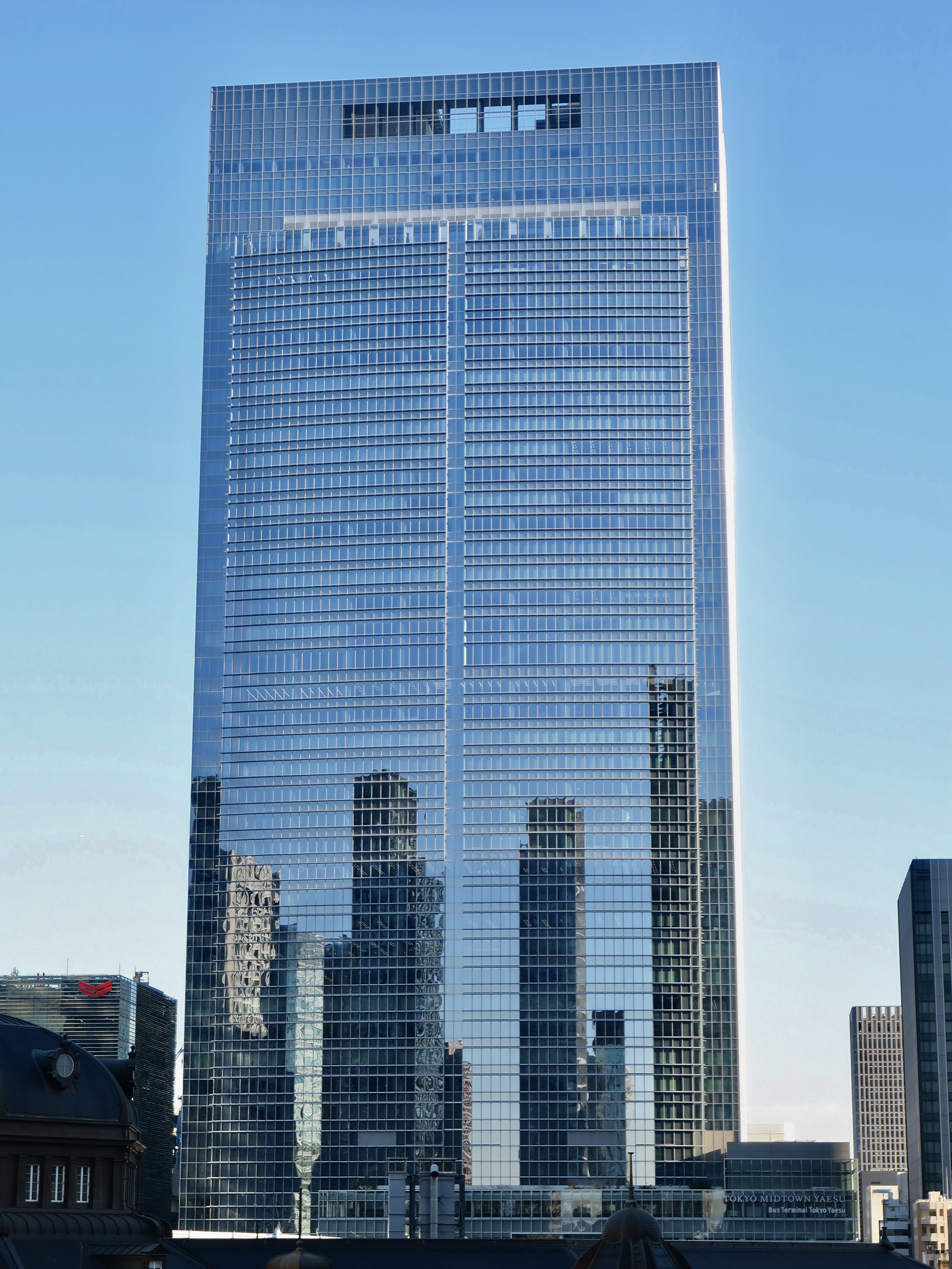
東京本社が入居する東京ミッドタウン八重洲（八重洲セントラルタワー）

住友生命保険相互会社（すみともせいめいほけん）は、大阪府大阪市中央区に本社を、東京都中央区に東京本社を置く住友グループの生命保険会社。白水会および住友グループ広報委員会に加盟している。

## 概要
本社所在地は大阪市中央区城見1丁目4-35。1907年（明治40年）5月に創立される。保険料収入・総資産において、日本生命保険、第一生命保険、明治安田生命保険に次ぐ4位である。

## 沿革
1907年（明治40年）5月、前身の日之出生命保険株式会社が創業した。1925年（大正14年）、住友合資会社が日之出生命保険株式会社の経営を引き継ぎ、1926年（大正15年）5月、商号を住友生命保険株式会社に変更した。
第二次世界大戦後の財閥解体並びに「財閥商号の使用禁止等に関する政令」 により、住友連携各社が「住友」の商号を名乗れなくなったため、1947年（昭和22年）8月、住友生命保険株式会社業務部長の芦田泰三を発起人総代として、国民生命保険相互会社を設立し、同年9月に営業を開始した。
1952年（昭和27年）5月、財閥商号の使用禁止等に関する政令の廃止 により、住友連携各社が再び「住友」の商号を名乗ることが可能となったため、同年6月、名称を住友生命保険相互会社に変更とともに、企業理念「経営の要旨」が制定された。
2001年（平成13年）11月、株式会社三井住友銀行・三井住友海上火災保険株式会社・三井生命保険株式会社との全面提携について合意した。これを受けて、2002年（平成14年）12月、運用子会社5社統合による新会社「三井住友アセットマネジメント」のほか、2010年（平成22年）4月、三井生命との共同出資による生命保険子会社「メディケア生命」等が営業を開始している。
2015年、アメリカ合衆国の生命保険会社・シメトラ (Symetra) を37億3200万ドルで買収した。

### 年表
- 1907年（明治40年）5月 - 日之出生命保険株式会社設立。
- 1926年（大正15年）5月 - 住友生命保険株式会社に商号変更。
- 1947年（昭和22年）8月 - 国民生命保険相互会社設立。
- 1952年（昭和27年）6月 - 住友生命保険相互会社に名称変更。
- 2000年（平成12年）9月 - 三井グループ・住友グループの金融各社による確定拠出年金の運営管理機関「ジャパン・ペンション・ナビゲーター」設立。
- 2001年（平成13年）3月 - 三井生命と有価証券管理事務における共同事業会社「総合証券事務サービス」営業開始。
- 2001年（平成13年）10月 - 生保8社による企業年金事務・システム受託会社「ジャパン・ペンション・サービス」設立。
- 2001年（平成13年）11月 - 三井住友銀行・三井住友海上・三井生命との全面提携について合意。
- 2002年（平成14年）12月 - 三井住友銀行・三井住友海上・三井生命との全面提携に基づく、運用子会社5社合併による新会社「三井住友アセットマネジメント」営業開始。
- 2009年（平成21年）10月 - 三井住友海上の個人向け・企業向け損保商品の全面販売開始。
- 2010年（平成22年）4月 - 三井生命との共同出資による生命保険子会社「メディケア生命」営業開始[7]。
- 2014年（平成26年）6月 - メディケア生命を完全子会社化[3]。
- 2015年（平成27年）7月 - 指名委員会等設置会社に移行[3]。
- 2016年（平成28年）2月 - シメトラを完全子会社化[3]。

## 健全性指標
信用格付け
- A1（Moody’s、保険財務格付、2017年6月末）[3]
- A＋（R&I、保険金支払能力格付、2017年6月末）[3]
- A＋（日本格付研究所、保険金支払能力格付、2017年6月末）[3]
- A＋（Fitch、保険財務格付、2017年9月末）[8]
- A   （S&P、保険財務力格付、2017年6月末）[3]

ソルベンシー・マージン比率
- 826.9％(2017年3月末)[3]

総資産
- 30兆0,269億83百万円(2017年3月末)[3]

## 経営理念
1952(昭和27)年に明文化された「経営の要旨」は以下の通り。
1. 我社の事業は共存共栄相互扶助の理念に基いてその強固隆盛を図り社会公共の福祉に貢献することを期する
2. 我社の事業は信用を重んじ確実を旨とする
3. 我社の事業は時勢の変遷事態の緩急を計り弛張興替するも冷静克く進取不屈の精神を堅持し大局を誤ることなきを期する[3]

## ワーク・ライフ・バランス
ライフステージに応じた多様な働き方を実現する観点から、出産・育児・介護休業制度のほか、結婚や配偶者の転勤等による勤務継続が困難になった場合の雇用継続・再開を組み入れた人事制度（ファミリーサポート転勤制度、ジョブ・カムバック支援制度等）が導入されている。
また、平成18年度から女性の活躍を推進する専任組織を設置し、一般職から業務職への職種変更制度の導入をはじめ女性のキャリアアップ支援にも取り組んでいる。
社外表彰
- 2007年（平成19年）5月、厚生労働大臣「次世代の育成支援に積極的に取り組む企業」に認定[10]。
- 2008年（平成20年）4月、日経WOMAN 2008年5月号「女性が働きやすい会社ベスト100」総合第10位[11]。
- 2010年（平成22年）3月、厚生労働大臣「障害者雇用優良企業」に認定。
- 2010年（平成22年）7月、厚生労働大臣「次世代の育成支援に積極的に取り組む企業」に認定（2回目）[12]。
- 2010年（平成22年）9月、厚生労働大臣『平成22年度「均等・両立推進企業表彰」均等推進企業部門「厚生労働大臣優良賞」』受賞。
- 2010年（平成22年）11月、日本経済新聞社「2010年にっけい子育て支援大賞」受賞[9]。

## 主力商品
- "住友生命「Vitality」" - 未来を変えていく健康増進型保険
- 「1up」 - 介護・死亡・病気などに備える一生涯の総合保障
- 「きちんと未来」 - 特に「介護保障」「医療保障」に重点を置いた契約年齢15～39歳女性専用プラン
- 「がん長期サポート特約」 - 長期にわたるがんの治療費や生活費をサポート
- 「保険料払込免除プラン」 - 9つの所定の状態のうちいずれかに該当した場合、以後の保険料が無料
- 「ドクターKING」 - 充実した医療保障
- 「バラ色人生」 - 続けて咲かせる終身保険
- 「千客万頼」 - 健康上の理由で保険をあきらめていた人向け保険[7]

## 住友生命をめぐる訴訟

### 住友生命ミセス裁判
1995年12月、住友生命と国を相手に提訴した住友生命既婚女性差別裁判。
2001年6月27日、大阪地方裁判所で原告側の主張
1. 既婚女性を理由に「人事考課面で低査定を行い昇格差別をすることは違法」
2. 「既婚女性の勤務継続を歓迎しない管理職の姿勢となっていた」
3. 「産休、育児時間の取得を持って低く査定したのであれば、それは労基法で認められた権利の取得を制限するもので違法」

一方、被告側の主張は「家事や育児などの家庭責任によって労働の質・量がダウンする」
被告側の住友生命が敗北。住友生命がこの判決を不服として控訴したが、12月16日、大阪高等裁判所において、原告らと住友生命および国との間で和解が成立し、原告の勝利解決となった。
住友生命との和解条項
1. 双方が判決を尊重する。
2. 会社が、原告らに解決金9,000万円を支払う。
3. 在職中の5人については退職までの分を別途和解金として支払う。

また、2001年6月4日に開催された第151回国会・参議院「共生社会に関する調査会」において、当時の参議院議員・八田ひろ子は、住友生命保険相互会社における女性職員の待遇について問題提起を行った。その中で、妊娠中の女性に重い資料やパンフレットを階段で運ばせ、早産のおそれで入院したところ、上司が退職願を持参した事例や、子育て中の女性を保育所の送迎が困難な支店へ転勤させるといった対応を紹介した。

### 過重労働や営業ノルマに関連した労災認定をめぐる訴訟
1991年4月19日、岡山地裁は、同社で働いていた営業職員が死亡した事案について、過重な営業ノルマにより精神的・肉体的な負荷があったと認定し、遺族が国を相手に提起した遺族補償年金の不支給処分取消訴訟で、業務起因性を認めて処分を取り消した。
さらにその後、遺族が住友生命を相手に損害賠償を求めて提起した民事訴訟では、2002年9月11日、岡山地裁が一部原告勝訴の判決を下した。判決では、同社の上司が入院中の営業職員に対して執拗に営業活動を指示し、松葉杖で多数の顧客訪問をさせた結果、心不全で死亡したことについて、「安全配慮義務違反が認められる」と明言している。
この事案は、事故が1986年末に発生してから2002年の民事判決に至るまで、16年にわたる訴訟が続いた。

### パワハラ訴訟
住友生命の大阪府内の出張所の所長を務めていた50歳代の女性が、2006年頃から、保険契約の成績が悪いなどの理由付けをされて、男性上司から「所長のせいだ」、「会社を潰す気か」などの叱責を含めたパワーハラスメント行為を受けるようになった。また、女性が獲得した契約についても、保険業法で禁じられているにもかかわらず、男性上司は他の社員に実績を振り分けるよう要求し、女性が拒んだところ、「会社を辞めろ」などの暴言を吐いた。女性はこれらの出来事を苦に鬱病になり、2007年7月に休職、2009年6月に退職した。女性は労働保険審査会に労災を申請し、同審査会は2010年6月に、上司から指導の範囲を超えた感情的な叱責があったとして労災と認定。女性はさらに2011年6月に大阪地方裁判所に提訴。その後2013年12月に、解決金4,000万円を住友生命側が支払う内容で同地裁で和解が成立した。

### 学資保険をめぐる訴訟
大阪府在住の50歳代の男性は、住友生命の外交員から、子女の教育資金を貯めておく「子ども保険（学資保険）」を勧められ購入していたが、その後元本割れが起こり、実際に受け取った額が、それまで支払ってきた額よりも少なくなってしまった。このため男性は、住友生命を相手取り、元本割れの分を返還するよう、大阪地方裁判所に訴訟を起こした。その後、この訴訟の控訴審の大阪高等裁判所は、外交員が元本割れのリスクについて十分に説明しないまま勧誘したことが原因だとして、住友生命に対し元本割れ分を返還するよう勧告し、住友生命もこれに応じることで2013年10月に和解が成立した。

### 営業費用の天引きをめぐる訴訟
住友生命京都支社の50歳代の保険外交員の女性は、営業活動で配布するカレンダーなどの物品の費用や、タブレット端末の使用料を給与から天引きされ続けていた。この女性は、こうした天引きが不当であるとして、計約210万円の支払いを求め、京都地方裁判所に2019年10月1日に訴訟を起こした。この手の訴訟は、代理店に対するケースは多いが、保険会社本体を訴えるのは例がないとされている。
また、同様の営業費用負担をめぐっては、2019年12月26日付で住友生命の支社が労働基準監督署から労働基準法違反として是正勧告を受けていたことが、2022年5月30日付朝日新聞の報道により明らかとなっている。

## 不祥事
2005年10月後半、各生命保険会社から相次いで保険金および給付金の不当不払いが発表され、同社においても10月28日に、合計で57件（内保険金9件）の 不当な不払いがあることが発表された。
2007年1月2日、生保4社において、医療特約関連で保険金の一部に不払いがあったことが判明する。4社全体においては2001年から5年間で1万件以上の不払い件数となる見込みだが、同社のみの詳細は2007年1月現在では不明である。
2007年中間報告では、生保4社の不払い額は日本生命保険75億円、第一生命保険22億円、住友生命保険40億円、明治安田生命保険25億円で、そのほかの34社で200億円弱の不払いが判明していた。その後の調査で、生保4社の不払い額は400億円を超える見通し。
2013年8月、住友生命は、延べ3万2903人分の契約者らの個人情報が漏洩していたと発表した。これは、国や地方自治体が税金滞納者に対して保険契約を差し押さえた際、本来開示する必要のない第三者の契約者情報まで誤って開示していたもので、漏洩した情報には住所、電話番号、保険料の払い込み口座などが含まれていた。情報漏洩は2005年4月から2013年6月末まで長期にわたって継続しており、社外の差押え関係者からの指摘によって初めて発覚したと報じられている。住友生命は再発防止策として、差し押さえ時の書類様式を改訂したと説明している。
2016年5月、岡山県内で勤務していた30代の女性外交員が、業務中に顧客宅を訪問した際に暴行を受けそうになり、けがを負ったとして、住友生命保険を相手取り2018年8月に岡山地裁へ440万円の損害賠償請求訴訟を提起した。事件については労災認定も受けており、原告側は「会社が従業員の安全を確保する体制を整えていなかった」と主張。同様の事件が2か月前にも発生していたとされ、企業の安全配慮義務が問われた。
2025年3月17日、住友生命保険は、山形支社新庄支部に勤務していた元女性営業職員が、顧客10人から約1300万円を詐取していたと発表した。元職員は「高金利の職員専用預金枠がある」などと偽り、2015年から2024年にかけて金銭を受け取っていたとされる。発覚の経緯について、報道により見解が分かれている。さくらんぼテレビ（FNN）は【独自】報道として、2024年夏に不審に思った顧客の申し出で不正が明らかになり、元職員が事実を認めた上で2025年1月末に退職したと報じている。一方、朝日新聞は住友生命の説明として「今年1月末に自己都合退職し、後任の担当者が被害者から話を聞いて発覚」と報じており、報道内容に相違が見られる。また、詐取行為に加え、元職員が複数の顧客に消費者金融のカードを作らせ、本人名義で現金を不正に引き出していたことも報じられている。被害の全容は不明だが、会社は謝罪文書を送付し、新庄警察署に相談しているとされる。また、同月28日のさくらんぼテレビによる続報では、「高金利の預金枠がある」と偽って顧客から数千万円を騙し取る被害も確認されていると報じられた。つまり、わずか10日で当初の会社発表と後続の報道との間に被害額の乖離が大きく生じている。さらに、2025年4月2日には、新庄市在住の50代女性が新庄警察署に被害届を提出し、受理されたことが報じられた。この女性は約10年前に元職員の依頼で消費者金融のカードを作成し、暗証番号を渡して預けていたが、テレビ報道をきっかけに消費者金融に照会した結果、借入が判明し被害に気付いたとされる。なお、このような一連の事案は、保険業法施行規則第85条第8項および第9項に規定された「不祥事件の報告義務」に該当する可能性がある。特に、第9項では不祥事件の把握から30日以内の金融庁報告が義務付けられており、制度上は警察通報も前提とされている。住友生命による公表や警察相談の時期との整合性について、今後注目される可能性がある。

## 主要関連企業
- アイアル少額短期保険株式会社（東京都中央区）
- いずみライフデザイナーズ株式会社（東京都港区）
- 株式会社エージェント（東京都新宿区）
- 株式会社シーエスエス（大阪市中央区）
- ジャパン・ペンション・ナビゲーター株式会社（東京都中央区）
- 新宿グリーンビル管理株式会社（東京都新宿区）
- 株式会社スミセイ・サポート&コンサルティング（東京都新宿区）
- スミセイ情報システム株式会社（大阪市淀川区）
- 株式会社スミセイハーモニー（大阪市中央区）
- スミセイビジネスサービス株式会社（大阪市中央区）
- 株式会社スミセイビルマネージメント（東京都中央区）
- 住生物産株式会社（大阪市西区）
- 日本企業年金サービス株式会社（大阪市中央区）
- 日本ビルファンドマネジメント株式会社（東京都中央区）
- 株式会社保険デザイン（大阪市西区）
- マイコミュニケーション株式会社（名古屋市中村区）
- メディケア生命保険株式会社（東京都江東区）
- 公益財団法人住友生命健康財団（東京都新宿区）
- 一般財団法人住友生命福祉文化財団（大阪市淀川区）

## かつての主要関連企業
- スミセイ損害保険株式会社（東京都新宿区） - 2011年1月1日付で会社解散。保険契約及び事故受付業務は三井住友海上火災保険へ包括移転された。

## テレビによる提供番組

### 2023年4月現在
- 火ドラ★イレブン（関西テレビ制作・フジテレビ系列） - 2024年4月以降。
- 住友生命Vitalityレディス 東海クラシック（東海テレビ）
- ZIP!（日本テレビ系列） - 2023年4月以降。

### 過去にスポンサーとして協賛した番組
- 日本テレビ系列
  - 24時間テレビ 「愛は地球を救う」内手塚治虫原作のアニメ枠後半（『スミセイ・アニメスペシャル』という冠タイトルで放送。）[注 3]。
  - 青春アニメ全集
  - 人気スターチーム対抗歌合戦
  - ベストカップル歌合戦
  - ズームイン!!朝!
  - 嵐にしやがれ
  - 秘密のケンミンSHOW（読売テレビ制作）
  - THE・サンデー
  - ぐるぐるナインティナイン ※2013年4月〜2014年3月
  - 金曜ロードSHOW! ※2015年4月〜2017年3月[注 4]
  - 水曜ドラマ[注 5]※2015年4月〜2018年3月　
  - NEWS ZERO ※2013年4月〜火曜日のみ、2013年10月〜木曜日、2014年4月〜2021年3月は番組前半の隔日提供。2018年4月〜2020年3月は同グループの住友林業も提供。2020年8月24日〜提供最終日は薄い白絨毯の上にカラー表示。
  - しゃべくり007（日本テレビ系列） ※2023年4月～2024年3月
  - 1億3000万人のSHOWチャンネル ※2021年4月～2023年3月
- TBS系列
  - みのもんたの朝ズバッ! ※2012年4月〜2013年9月
  - JNNニュースデスク
  - 金曜テレビの星!
  - ブロードキャスター
  - 生きる〜こころと健康（放送映画製作所（毎日放送の子会社）制作、当初は関連団体の住友生命健康財団の単独提供だったが、末期は住友生命本体も協賛していた）
  - 世界ウルルン滞在記（毎日放送制作）
  - My Process 〜輝く未来に向かって〜（一社提供）
  - ダンロップフェニックストーナメント（毎日放送・宮崎放送共同制作）※1998年
  - どうぶつ奇想天外!
  - さんまのSUPERからくりTV ※2009年4月〜2012年3月
  - ひるおび! ※2009年4月〜2012年3月
  - ホンネ日和（中部日本放送制作）※2011年4月〜2012年3月
  - 情報7days ニュースキャスター ※2012年4月〜2013年3月
  - プレバト!!（毎日放送制作）※2016年4月 - 2023年3月
  - ドラマ30（毎日放送・CBC交互制作）※1998年4月 - 2003年3月
  - 世界バリバリ☆バリュー（毎日放送制作)※2003年4月 - 2005年3月
- フジテレビ系列
  - FNNスーパータイム
  - ニュースJAPAN（新潟総合テレビ除く、同業の明治安田生命が提供する場合あり。）
  - すぽると!（平日隔日）
  - めちゃ×2イケてるッ!（フジテレビ）※2014年4月〜2015年9月「すぽると!」から提供枠移動。
  - とんねるずのみなさんのおかげでした ※2010年4月〜2015年3月
  - にじいろジーン（関西テレビ制作）※2012年4月7日 - 2017年3月25日
- テレビ朝日系列
  - スーパーモーニング(2004年10月〜2008年3月、金曜日。)
  - ワイド!スクランブル(2008年4月〜2011年3月、水曜日。)
  - 日曜エンターテインメント ※2013年4月〜2014年3月
  - ウォーキングのひむ太郎（BS朝日）※2022年4月～2023年3月「住友生命Vitalityプレゼンツ」として放送。当該番組にはVitalityのCMキャラクターであるバナナマンの日村がメインで登場していた。現在は靴メーカーのSKECHERSに交代。
  - 朝だ!生です旅サラダ（朝日放送制作）※2003年4月 - 2005年3月
- ローカル
  - 開運!なんでも鑑定団（テレビ愛知）

## ラジオによる提供番組（いずれも過去）

### 2023年10月現在
- オールナイトニッポン（ニッポン放送・NRN系列） - 「住友生命Vitality」としての提供名義。
  - 星野源のオールナイトニッポン
  - オードリーのオールナイトニッポン

### 過去にスポンサーとして協賛した番組
- 住友生命 Presents 浅田真央のにっぽんスマイル（一社提供・TBSラジオ　2015年3-6月・18回限定シリーズ　「YOUNG JAPAN ACTION 浅田真央×住友生命」キャンペーンと連動）
- 住友生命 Presents 浅田舞のマイYOUNG JAPAN ACTION（同上。2015年7月-2016年3月放送予定。これも「YOUNG JAPAN ACTION 浅田真央×住友生命」キャンペーンと連動したもので、浅田舞がスペシャルサポーターとして、キャンペーンに支援することが決まったことを受けてスタート）

## イメージキャラクター
2024年9月現在
- バナナマン - Vitality
- 有村架純 - 3大疾病 PLUS ALIVE
- ピングー - 現在はCMで流れていないが、ホームページにはオリジナルグッズを紹介している。

過去
- 瑛太（現・永山瑛太） - 上田一（うえだ はじめ）役で出演していた。
- 浅田真央（フィギュアスケートの競技映像を使用。2015年には「YOUNG JAPAN ACTION 浅田真央×住友生命」キャンペーン用の撮り下ろしを放送）
- 松嶋菜々子
- 野茂英雄
- 吉井理人
- 高橋由美子
- 佐野重樹
- 相葉雅紀
- 北川景子
- 荒川良々
- 菅田将暉
- 松岡茉優
- 深津絵里
- 吉田羊
- 川栄李奈
- 小松菜奈
- 富澤たけし
- 山内健司
- 中岡創一
- 飯塚悟志
- 塚地武雅
- 谷村新司

### CMソングアーティスト
- イルカ - 1980年代に放映されたオリジナルCMソングの歌手。セルフカバーもしている。
- 谷村新司「 幸福 -しあわせ」（1986年）、「Tomorrow Part2」（1988年）
- 中島みゆき「ファイト!」（1994年、「ウィニングライフ」）
- ディアマンテス「魂をコンドルにのせて」（1995年、「どくしん時代」）
- 佐野元春「経験の唄」[28]（1995年、「愛&愛」）
- 相川七瀬「LIKE A HARD RAIN」（1996年、「愛&愛」）
- DREAMS COME TRUE「何度でも」（2013年、浅田真央出演CM）
- Mr.Children「街の風景」（2015年、浅田真央出演CM）
- 竹原ピストル「よー、そこの若いの」（2015年 - 、「1up」）、「あ。っとい間はあるさ」（2018年 - 、「住友生命 Vitality」）